# Solveira (Ginzo de Limia)
Solveira (llamada oficialmente San Pedro de Solbeira de Limia) es una parroquia y un lugar del municipio español de Ginzo de Limia, en la provincia de Orense, Galicia.

## Toponimia
La parroquia también es conocida por el nombre de San Pedro de Solveira.

## Organización territorial
La parroquia está formada por dos entidades de población:
- Pidre
- Solveira

## Demografía

### Parroquia
| Gráfica de evolución demográfica de Solveira (parroquia) entre 2000 y 2022 |
|                                                                            |
| Datos según el nomenclátor publicado por el INE.                           |

### Lugar
| Gráfica de evolución demográfica de Solveira (lugar) entre 2000 y 2022 |
|                                                                        |
| Datos según el nomenclátor publicado por el INE.                       |